# Підґрунт

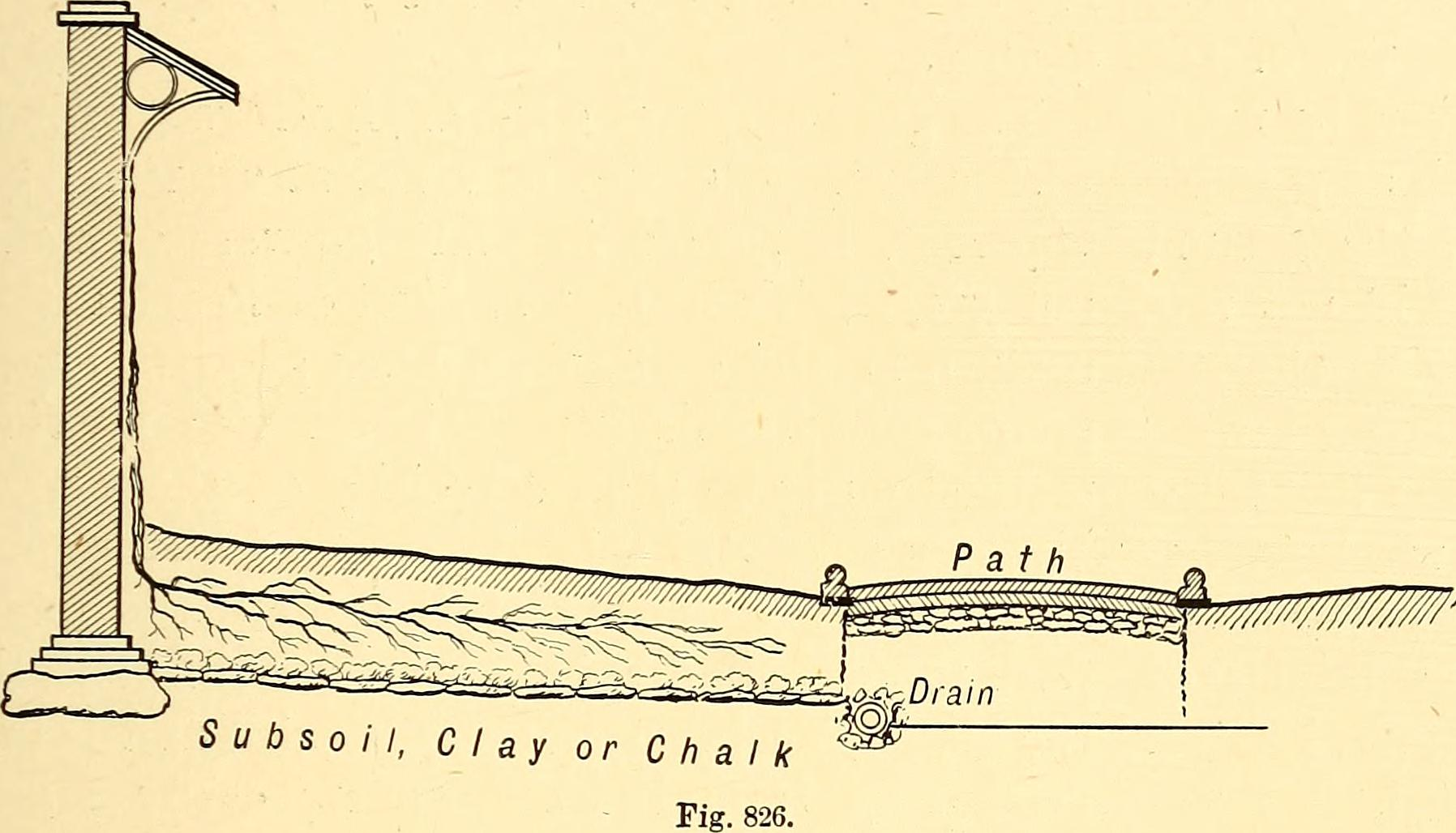
Підґрунтя

Підґрунт (англ. subsoil) — шар земної кори, що лежить нижче ґрунту. Не піддається впливу ґрунтоутворювачів, материнська або ґрунтоутворююча порода. Містить невелику кількість солей та чорнозему.
Це ґрунтовий горизонт «С» (материнська порода), то «на чому» або «з чого» утворився ґрунт.

## Опис
Зона роздроблених і часто розкладених залишкових продуктів вивітрювання гірських порід на основі ґрунтового шару
Зазвичай представлена: пісками, глинами, суглинками та супісками, а також скельними ґрунтами.
Організми, які роблять верхній шар грунту багатим на органічні речовини, проводять мало часу в підґрунтовому шарі.
Видалення шару ґрунту значно збільшує швидкість ерозії підґрунтя.